# Емам Ашур
Емам Ашур Метваллі Абдельгані (араб. امام عاشور متولى عبد الغنى, нар. 20 лютого 1998) — єгипетський футболіст, півзахисник клубу «Мідтьюлланн» і національної збірної Єгипту.

## Клубна кар'єра
Народився 20 лютого 1998 року. Вихованець футбольної школи клубу «Газль Аль-Мехалла». Дорослу футбольну кар'єру розпочав 2017 року в основній команді того ж клубу, в якій провів один сезон, після чого 2018 року був відданий в оренду до  клубу «Харас Ель Годуд». Відіграв за цю александрійську команду наступний сезон своєї ігрової кар'єри як стабільний гравець основного складу.
Невдовзі після повернення з оренди, у серпні 2019 року за 650 тисяч євро перейшов до «Замалека».

## Виступи за збірні
Протягом 2019–2021 років залучався до складу молодіжної збірної Єгипту. На молодіжному рівні зіграв в 11 офіційних матчах.
2021 року  захищав кольори олімпійської збірної Єгипту. У складі цієї команди провів 3 матчі. У складі збірної — учасник футбольного турніру на Олімпійських іграх 2020 року у Токіо.
Наприкінці 2021 року дебютував в офіційних матчах у складі національної збірної Єгипту, після чого був включений до заявки команли на Кубок африканських націй 2021, що проходив на початку 2022 року в Камеруні. На турнірі дебютував виходом на заміну наприкінці основного часу півфінальної гри проти господарів турніру, а згодом повністю відіграв фінальну гру, в якій Єгипет поступився у серії пенальті, таким чином завершивши турнір на другому місці.
| Дата       | Місто       | Господарі | Результат               | Гості  | Турнір                                   | Голи | Примітки |
| ---------- | ----------- | --------- | ----------------------- | ------ | ---------------------------------------- | ---- | -------- |
| 16-11-2021 | Александрія | Єгипет    | 2 – 1                   | Габон  | Відбір до ЧС 2022                        | -    | 60'      |
| 3-2-2022   | Яунде       | Камерун   | 0 – 0 д.ч. (1 – 3 п.п.) | Єгипет | Кубок африканських націй 2021 - півфінал | -    | 86'      |
| 6-2-2022   | Яунде       | Сенегал   | 0 – 0 д.ч. (4 – 2 п.п.) | Єгипет | Кубок африканських націй 2021 - Фінал    | -    |          |
| Усього     |             | Матчів    | 3                       |        | Голів                                    | 0    |          |

## Титули і досягнення
- Чемпіон Єгипту (1):

«Замалек»: 2020-2021
- Володар Кубка Єгипту (1):

«Замалек»: 2018-2019
- Володар Суперкубка Єгипту (1):

«Замалек»: 2019
- Володар Суперкубка КАФ (1):

«Замалек»: 2020
- Чемпіон Африки (U-23): 2019
- Срібний призер Кубка африканських націй: 2021